# Claude Delmouly
Animateur de bridge dans des croisières au Proche-Orient, Claude Delmouly était un précurseur de cette discipline olympique dont il avait remporté pour la France en 1960 les premières Olympiades par équipe. Il a été enterré le 8 février 2006, soit juste quarante-huit heures avant les Jeux olympiques d'hiver de Turin où avaient eu lieu ces Olympiades.

## Le contre Delmouly
L'un des plus anciens professionnels du bridge, Delmouly s'adaptait aux modes de ses élèves qui avaient quasiment tous fini par se mettre, dès la fin des années 1970 à la Majeure par 5. Il ne pouvait pratiquer que très rarement son Contre Delmouly, propre au canapé où le contre Spoutnik était inopérant puisqu'une ouverture dans une couleur majeure par 1♠ ou 1♥ n'y indiquait que quatre cartes et non cinq comme en majeure cinquième.
Après la séquence 1♦ suivi par une intervention adverse à 2♣, ce Contre auquel il a donné son nom, effectué par le répondant, indique très précisément zéro, une ou deux cartes dans la couleur d'ouverture.
Le corollaire, si le répondant passe au lieu de contrer, est une extension de la convention Lisbonne inventée par Pierre Ghestem et qui promet alors implicitement trois cartes ou plus ce qui facilite grandement le réveil obligatoire de l'ouvreur.